# 紅梅色
紅梅色（こうばいいろ）は、日本の伝統色の一つ。紅梅の花のような色合いで、紫色がかったピンク。

## 概要
平安時代の貴族に非常に好まれ、染め色、織り色、襲の色目にそれぞれ「紅梅」と呼ばれる色がある。
染め色では、薄く藍染めした布の上から紅色を重ね染めしたものを、織り色では経糸を紫で、緯糸を紅色で織り上げたもので、綾織りにすると紫紅色の地に紅色の模様が浮くようになっている。
襲の色目では、表が紅梅色・裏が蘇芳色の、晩冬から春先の着物とされ、旧暦の2月頃には時期外れとなっていたらしい。この紅梅襲は、『源氏物語』「梅枝」の段に、源氏から朝顔の姫君への返礼の品として登場している。
『枕草子』二十二段には「すさまじきもの」（興ざめなもの）として「三四月の紅梅の衣」が挙げられているが、それだけ多くの人が好んで着たものと思われる。
寛永20年の御触れでは、「庄屋、惣百姓共衣類、紫・紅梅染致間敷候」と禁制の品に指定されている。
江戸時代後期の『貞丈雑記』には、かつての紅梅色は、桃色に近い色であったが、近年は黒っぽい紫紅色のこととなっているとあり、江戸期以降は濃い紫紅色を紅梅色と呼んでいたことが分かる。